# Melde (rivier)

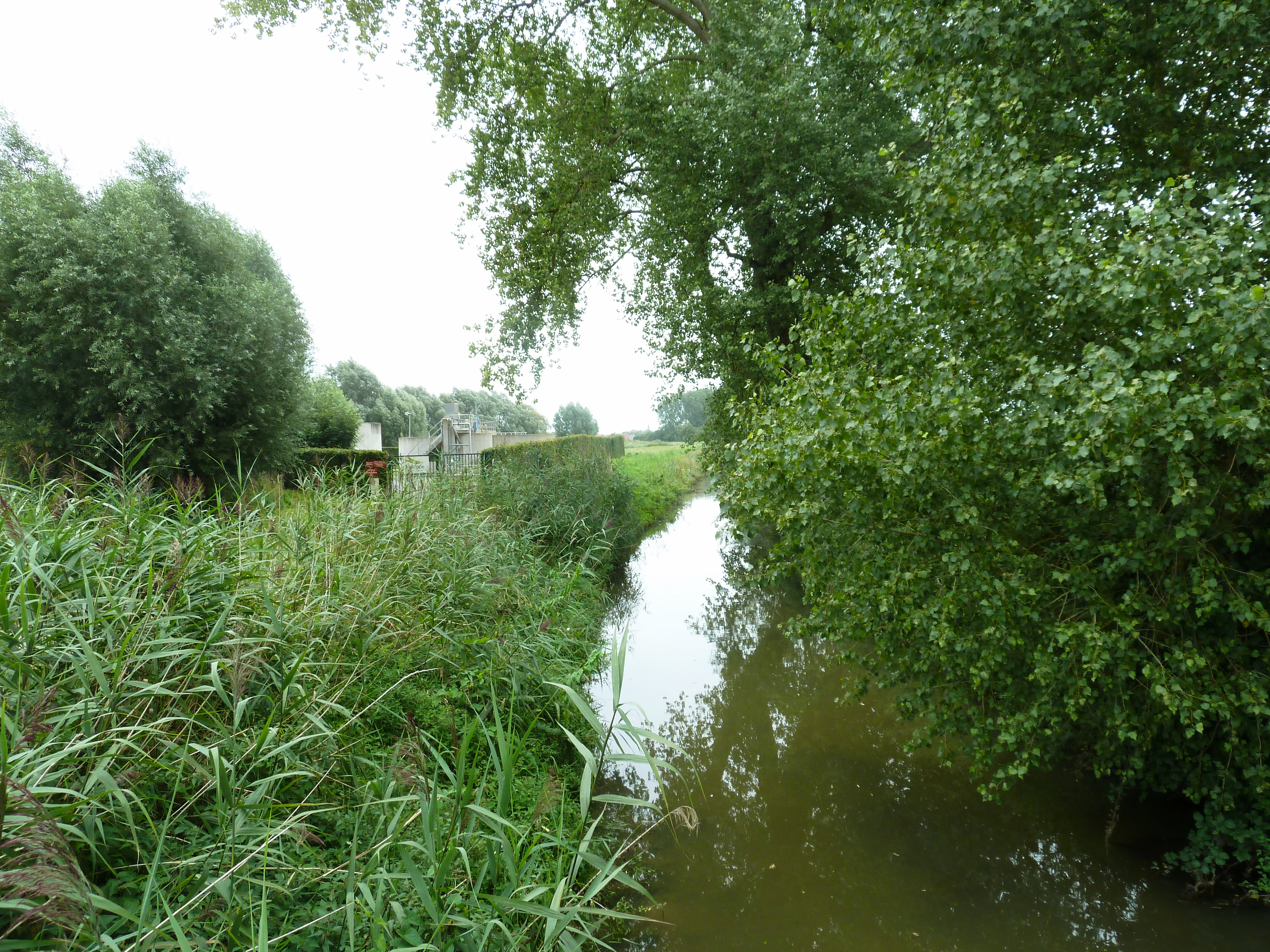
Nouvelle Melde te Boezegem

De Melde is een riviertje in het Noorderdepartement en in het departement Pas-de-Calais.
Oorspronkelijk was de Melde een riviertje in Pas-de-Calais, maar in de 18e eeuw werd het gesplitst om zowel militaire redenen als ten behoeve van de scheepvaart, maar moest niettemin nog door een sifon om bij Thiennes in de Leie uit te monden.
Tegenwoordig zijn er twee Meldes:
- De Melde du Pas-de-Calais welke een bron heeft bij het Plateau van Helfaut en uitkomt te Wittes bij het Canal de Neufossé nadat de stroom ook de Contre-Fossé heeft opgenomen.
- De Melde du Nord of Nouvelle Melde welke voor een deel met behulp van pompen te Thiennes in de Leie uitkomt, en voor een deel naar het Canal de la Nieppe wordt geleid om aldus in de Borrebeek uit te monden.